# Aureliano Leite
Aureliano Leite (Ouro Fino, 20 de novembro de 1886 – São Paulo, 4 de dezembro de 1976) foi um advogado, historiador, político e escritor brasileiro.

## O advogado
Estudou Direito na Faculdade do Largo de São Francisco, tendo colado grau em 1911. Imediatamente passou a advogar no fórum da cidade de São Paulo, tendo obtido grande sucesso na profissão.
Também era sócio de uma firma de comércio de papel, uma das maiores do Brasil em sua época, como nos diz Amando Caiuby em seu prefácio no livro de Aureliano Leite de 1924, Dias de Pavor.
A respeitabilidade do Dr. Aureliano Leite no meio jurídico era tanta que ocupou ao cargo de representante da Seccional de São Paulo no Conselho Federal da Ordem dos Advogados do Brasil, em substituição ao Professor Haroldo Valladão, em 25 de maio de 1948, e para o qual foi eleito também nos exercícios de 1949 a 1952.

## O político
Participou ativamente da vida política do país, e das revoluções de 1924, 1930 e 1932. 
Durante a Revolução Constitucionalista integrou a primeira direção do MMDC, organização que teve papel fundamental na preparação e coordenação do levante. Nessa qualidade, recebeu a incumbência de integrar a comissão responsável por negociar com o governo de Minas Gerais a adesão à revolta, tendo sido enviado pelo então governador de São Paulo Pedro de Toledo, porém, a comissão recebeu uma resposta negativa das autoridades mineiras. Derrotado o movimento, asilou-se na Europa, tendo retornado ao Brasil somente com a anistia concedida pelo governo federal em 1934. Naquele ano, elegeu-se deputado federal por São Paulo para a Constituinte de 1934, pelo Partido Constitucionalista, que resultou da união dos antigos membros do PD e do PRP. Contudo, com o golpe de estado de novembro de 1937 por Getúlio Vargas, que resultou no regime do Estado Novo, teve seu mandato cassado e também preso. Em 1946, com a queda da ditadura Vargas, foi eleito para deputado federal para a Constituinte de 1946, pela legenda UDN, representando São Paulo.

## O escritor
Foi membro da Academia Paulista de Letras e presidente do Instituto Histórico e Geográfico de São Paulo.
Escreveu, entre outras obras, Terra de Cacique, Memórias de um Revolucionário, A História da Civilização Paulista, Martírio e Glória de São Paulo e O cabo maior dos paulistas na guerra com os emboabas. 
Doou mais de seis mil títulos à biblioteca da Câmara Municipal de São Paulo.

## Homenagens
Em sua homenagem, em 12 de novembro de 1992 o administrador regional de Vila Prudente/Sapopemba, Chico Macena,  juntamente com a então prefeita Luiza Erundina, inaugurou a Biblioteca Aureliano Leite, no bairro do Parque São Lucas, na cidade de São Paulo.